# Kameralamt Möckmühl
Das Kameralamt Möckmühl war eine Einrichtung des Königreichs Württemberg, die im Amtsbezirk Besitz und Einkommen des Staates verwaltete. Es bestand von 1806 bis 1808 in Möckmühl. Das Kameralamt wurde im Rahmen der Neuordnung der Staatsfinanzverwaltung im Königreich Württemberg geschaffen.

## Geschichte
Das Kameralamt Möckmühl wurde 1808 aufgelöst und die Orte dieses Kameralbezirks unter den Kameralämtern Schöntal, Gundelsheim und Kochendorf aufgeteilt.